# Šajkaš
Šajkaš (en serbe cyrillique : Шајкаш ; en hongrois : Sajkásszentiván) est une localité de Serbie située dans la province autonome de Voïvodine. Elle fait partie de la municipalité de Titel dans le district de Bačka méridionale. Au recensement de 2011, elle comptait 4 337 habitants.
Šajkaš est officiellement classé parmi les villages de Serbie.

## Démographie

### Évolution historique de la population
| 1948  | 1953  | 1961  | 1971  | 1981  | 1991  | 2002  | 2011  |
| ----- | ----- | ----- | ----- | ----- | ----- | ----- | ----- |
| 2 237 | 2 391 | 2 825 | 2 987 | 3 541 | 3 828 | 4 550 | 4 337 |

|  |